# Sân bay Sofia
Sân bay Sofia (IATA: SOF, ICAO: LBSF) (tiếng Bulgaria: Летище София, Letishte Sofiya), cũng gọi là Vrazhdebna (Враждебна) (theo tên làng ở phía bắc) là sân bay chính của Sofia, Bulgaria. Đây là trung tâm của hãng Bulgaria Air (kế tục của hãng đã phá sản Balkan Airlines. 
Năm 2017, lần đầu tiên sân bay đã vượt qua 6 triệu hành khách và xử lý tổng cộng 6.490.096 hành khách, tăng 30,3% so với 4.980.387 hành khách bị xử lý trong năm 2016. Năm 2018, sân bay đã xử lý gần 7 triệu hành khách. Sân bay đóng vai trò là căn cứ nhà của các hãng BH Air, Bulgaria Air và Bulgaria Air Charter và là căn cứ cho cả Ryanair và Wizz Air. Căn cứ không quân Vrazhdebna của Không quân Bulgaria cũng được đặt tại sân bay.

## Lịch sử

### Những năm đầu
Vào ngày 16 tháng 9 năm 1937, Sa hoàng Boris III đã ký một sắc lệnh tuyên bố đất đai trong Làng Vrazhdebna được phân bổ để xây dựng một sân bay. Xây dựng sau đó bắt đầu trên địa điểm có cự ly 11 km từ trung tâm thành phố. Hai năm sau, vào năm 1939, sân bay Sofia đã mở phòng chờ hành khách đầu tiên và sau hai năm nữa, tiếp theo là một sân bay được xây dựng hoàn chỉnh với đường băng được lát hoàn toàn.
Từ tháng 6 đến tháng 9 năm 1938, hãng hàng không Nam Tư Aeroput đã kết nối Sofia với ba lần tại Belgrade hàng tuần bằng cách sử dụng các máy bay Lockheed Model 10 Electra.
Từ tháng 6 đến tháng 9 năm 1938, hãng hàng không Aeroput của Nam Tư đã kết nối Sofia với ba lần hàng tuần ở Belgrade bằng máy bay Lockheed Model 10 Electra. [5]
Trong Chiến tranh thế giới thứ hai, các cơ sở đã được sử dụng bởi quân đội. Thư, vận chuyển hàng hóa và hành khách dễ hỏng bắt đầu vào năm 1947 từ các tòa nhà ở phía bắc của sân bay. Nhà ga hành khách (nay là Nhà ga 1) ở phía nam đã được hoàn thành trong Chiến tranh thế giới thứ hai theo cách của một ga cuối đường sắt châu Âu hiện đại theo thiết kế của kiến trúc sư Ivan Marangozov. Nó mở cửa sau vài năm trì hoãn vào năm 1947. Cấu trúc bao gồm cánh chính phủ ở phía tây, khu vực xử lý quốc tế ở giữa và khu vực xử lý trong nước ở phía đông. Vào thời điểm đó, theo kế hoạch, sân bay cuối cùng sẽ có hai đường băng giao nhau ở góc 30 độ với nhau.
Nhà ga đã đạt được công suất khoảng 600.000 hành khách mỗi năm vào cuối những năm 1960 và trải qua một số lần tân trang và mở rộng bắt đầu vào mùa xuân năm 1968. Năm 1975, một phần mở rộng xử lý khách quốc tế mới được mở ra ở phía tây của tòa nhà, khu vực nội địa ở phía đông được mở rộng, khu vực xử lý của chính phủ được chuyển đến một nhà ga chuyên dụng ở một khoảng cách về phía tây, khu vực xử lý VIP được mở trong nhà ga cũ, khu vực sân đỗ được mở rộng về phía đông và đường taxi mới mở. Một kho ngoại quan được mở ở phía đông của quảng trường nhà ga vào năm 1969 và một số nhà chứa máy bay mới tiếp theo ở phía đông của cơ sở bảo trì đầu tiên vào những năm 1970. Một hệ thống xử lý hành lý ký gửi mới được mở ra ở phía bắc của tòa nhà vào đầu những năm 1980, việc tân trang lại giao thông và mỹ phẩm đã được thực hiện vào năm 1990, với một phần mở rộng đáng kể trên đất liền sau năm 2000.
Nhà ga hành khách thứ hai của sân bay này đã chính thức khai trương ngày 27/12/2006.

## Hãng hàng không và tuyến bay

### Hành khách
| Hãng hàng không           | Các điểm đến |
| ------------------------- | --- |
| Adria Airways             | Ljubljana |
| Aegean Airlines           | Athens |
| Aeroflot                  | Moscow–Sheremetyevo |
| Air France                | Theo mùa: Paris–Charles de Gaulle |
| Air Serbia                | Belgrade |
| Alitalia                  | Rome–Fiumicino |
| ALK Airlines              | Thuê chuyến theo mùa: Sharm El Sheikh |
| Arkia                     | Theo mùa: Tel Aviv–Ben Gurion |
| Austrian Airlines         | Vienna |
| BH Air                    | Thuê chuyến theo mùa: Bodrum, Cairo, Hurghada |
| British Airways           | London–Heathrow |
| Bulgaria Air              | Amsterdam, Athens, Berlin–Tegel, Brussels, Frankfurt, Larnaca, London–Heathrow, Madrid, Málaga, Milan–Linate, Moscow–Sheremetyevo, Odessa, Palma de Mallorca, Paris–Charles de Gaulle, Prague, Rome–Fiumicino, Tel Aviv–Ben Gurion, Varna, Vienna, Zürich Theo mùa: Barcelona, Beirut, Burgas, Lisbon Thuê chuyến theo mùa: Antalya, Corfu, Enfidha, Hurghada, Marrakesh, Naples |
| Bulgarian Air Thuê chuyến | Thuê chuyến theo mùa: Antalya, Hurghada, Sharm El Sheikh |
| Buta Airways              | Baku |
| Corendon Airlines         | Thuê chuyến theo mùa: Antalya |
| easyJet                   | London–Gatwick, Manchester Theo mùa: Bristol, Edinburgh, London–Southend |
| El Al                     | Tel Aviv–Ben Gurion |
| flydubai                  | Dubai–International |
| LOT Polish Airlines       | Warsaw–Chopin |
| Lufthansa                 | Frankfurt, Munich |
| Onur Air                  | Thuê chuyến theo mùa: Antalya |
| Pegasus Airlines          | Thuê chuyến theo mùa: Antalya |
| Qatar Airways             | Doha |
| Ryanair                   | Athens, Barcelona, Bergamo, Berlin–Schönefeld, Birmingham, Charleroi, Cologne/Bonn, Dublin, Edinburgh, Eindhoven, Hamburg, Karlsruhe/Baden-Baden, Kiev–Boryspil, Liverpool, London–Stansted, Madrid, Marseille, Memmingen, Milan–Malpensa, Rome–Ciampino, Tel Aviv-Ben Gurion, Treviso Theo mùa: Aqaba, Bristol, Castellón, Chania, Kalamata, Paphos, Stockholm–Skavsta          |
| TAROM                     | Bucharest |
| Transavia                 | Amsterdam |
| TUI Airways               | Thuê chuyến theo mùa: Birmingham, London–Gatwick, Manchester |
| Turkish Airlines          | Istanbul–Atatürk, |
| Windrose Airlines         | Kiev–Boryspil |
| Wizz Air                  | Alicante, Barcelona, Bari, Beauvais, Bergamo, Bologna, Bratislava, Budapest, Charleroi, Copenhagen, Dortmund, Dubai–Al Maktoum, Eindhoven, Frankfurt, Geneva, Larnaca, London–Luton, Madrid, Malta, Memmingen, Nice, Tel Aviv–Ben Gurion, Valencia Theo mùa: Basel/Mulhouse, Catania, Eilat-Ovda, Lisbon, Málaga, Naples, Nuremberg                                              |

### Hãng vận tải hàng hóa
- DHL Aviation (Sân bay Halle Leipzig)
- TNT Airways (Liège)
- Farnair